# Liste von Nachlässen im Archiv für Zeitgeschichte
Die Liste enthält die im Archiv für Zeitgeschichte der ETH Zürich vorhandenen Nachlässe und Einzelbestände in alphabetischer Reihenfolge (Stand 19. März 2018).
- Elisabeth Abegg
- Wilhelm Abegg
- Lajser Ajchenrand
- Hektor Ammann
- Felix Auer
- Rosmarie Bächtold
- Werner Balsiger
- Armin Baltensweiler
- Mary Bancroft
- Emil Bänziger
- Jacques Baudinot
- Ernst Baumann
- Fritz Berger
- Moritz Bernstein
- Jean-François Bergier
- Karl Bertheau
- Ruzena Biehal
- Martin Bier
- Pierre Bigar
- Fritz Bigler
- Kurt Bigler
- Margrith Bigler-Eggenberger
- Eugen Bircher
- Franz Birrer
- Bernhard Blaustein
- Warda Bleser-Bircher
- Georges Bloch
- Rolf Bloch
- Eduard Blocher
- Carl Böckli
- Walter Bodmer
- August Bohny-Reiter
- Friedel Bohny-Reiter
- Beat Heinrich Bolli
- Denis Borel
- Friedrich Born
- Heini Bornstein
- Gusty Bornstein-Fink
- Hermann Böschenstein
- Edmund Bossard
- Walter Bosshard
- Arnold Brack
- Brandeis-Berg
- Robert Braunschweig
- Saly Braunschweig
- Hans Brehm
- Hans Günther Bressler-Kessi
- Willy Bretscher
- Robert Briner
- Erica Brühlmann-Jecklin
- Marcel Brun
- Georges Brunschvig
- Yvonne Brunschvig-Sipos
- Rudolf Bucher
- Heinrich Buchbinder
- Heinrich Büeler
- Hermann Büeler
- Thérèse Bühler
- Carl Jacob Burckhardt
- Jakob Burckhardt
- Franz Burri
- Ernst Cincera
- Marcus Cohn
- Paul Coradi
- Juliane Courvoisier-Bauverd
- Siegbert (Sigi) Daniel
- Gustav jun. Däniker
- Gustav sen. Däniker
- Werner Dankwort
- Paul David
- Theodora Debrunner-Holländer
- Carl Doka
- Christian Dutler
- Philip Dwinger
- Urs Marc Eberhard
- Joseph Eberle
- Hans Ludwig Ebrard
- Ernst Ludwig Ehrlich
- Robert Eibel
- Elisabeth Eidenbenz
- Alfred Ejsen
- Max Ember
- Arthur Emsheimer
- Irène und Klaus Ephraim-Erenfryd
- Rudolf Epstein
- Ernst Erdös
- Madeleine Erlanger-Wyler
- Alexander Euler
- David Farbstein
- Mathilde Federer
- Sigi Feigel
- Ernst Fink
- Arnold Fisch
- Peter Fischer
- Theodor Fischer
- Nanny und Erich Fischhof
- Harald Föhr
- Rudolf Frank
- Wilhelm Frank
- Heinz W. Frech
- Albert Frei
- Guido Frei
- Else Freistadt Herzka
- Karl Frey
- Heinrich Frick
- Wilhelm Theodor Frick
- Chaviva Friedmann
- Oscar Fritschi
- Eduard Fueter
- Wolfgang Furrer
- Anton Roy Ganz
- Christian Gasser
- Eduard Geilinger
- Alhard Gelpke
- Paul David Gentizon
- Ernst Gerber
- Albert Gidion
- Hans Bernd Gisevius
- Margrit Glück
- Hermann Levin Goldschmidt
- Mary Levin Goldschmidt-Bollag
- Gottesmann
- Max Grässli
- Emil Greuter
- Rudolf Grob
- Jakob und Lucie Grob-Herms
- Hans Gröbli
- Marianne Gromb-Gumpertz
- Peter Gross
- Ulrich Gross
- Alexander Grossman
- Albert Grübel
- Erich Gruner
- Mina Gübely
- Georg Guggenheim
- Willy Guggenheim
- Marcel Guinand
- Gurewitsch-Chestnut
- Theodor Bruno Gut
- Erich und Lia Hacker-Müntz
- Louis Haefliger
- Paul Handschin
- Robert Hänni
- Hermann Gustav Fritz Freiherr von Harder und von Harmhove
- Alfred A. Häsler
- Hans Hausamann
- Erich A. Hausmann
- Fritz Heberlein
- Fritz Heeb
- Jean-Jacques Hegg
- Robert Hegglin
- Walter Heim
- Otto und Régine Heim
- Markus Heim-Mayer
- Rolf Henne
- Herbert Herz
- Mosi Herz
- Otto Herz-Blumenthal
- Harry und Ruth Herz-Hablützel
- Heinz Stefan Herzka
- Eugen Heuss
- Liselotte Hilb
- Max Hirsch
- Peter Hirsch
- Georges Joseph Hofer
- Walther Hofer
- Roland Hofmann
- Alfred Reinhard Hohl
- Erich Holländer
- Paul Holzach
- Robert Holzach
- Heinrich Homberger
- Max Homberger
- Jean Hotz
- Robert Huber
- Werner Hungerbühler
- Peter Hunziker
- Hans Hutter
- Max Iklé
- Anne-Marie Im Hof-Piguet
- Max Imboden
- Karl Imfeld
- Werner Imhoof
- Erwin Jaeckle
- Arnold Jaggi
- Carlo Jagmetti
- Samuel JeanRichard
- Alfred L. Jenny
- Hans Jenny
- Jakob Joho
- Paul Rudolf Jolles
- Ernst Jucker
- Ulrich Kägi
- Ernst Kaldeck
- Ernst Kaul-Meier
- Mario Karrer
- Egon Karter
- Elsbeth Kasser
- Guido Keel
- Hans Keller
- Max Eugen Keller
- Max Leo Keller
- Alfred Kleinberger
- Ernst Kleinberger
- Arnold Knellwolf
- Trudi Kocher
- Michael Kohn
- Max König
- Elisabeth Kopp
- Martin Kopp
- Theo Kordt
- Georg Kreis
- Stanislaus Lazarus Kroll
- Jona Kübler
- Gertrud Kurz
- Robert Lang
- Israel-Laszlo Lazar
- Alfred Ledermann
- Otto Siegfried Leib
- Carola Lepping
- Avner W. Less
- Fritz Leutwiler
- Ernst S. Levy
- Gerty und Saly Levy-Hasgall
- August R. Lindt
- Martin Littmann
- François Loeb
- Kurt Conrad Loew
- Georg Lohrer
- Fred Luchsinger
- Elsa Lüthi-Ruth
- Carl Lutz
- Josef Mandl
- Max Maurer
- Friedrich Maxl
- Ernst Meili
- Martin Menzi
- Friedrich Merker
- Rolf und Werner Merzbacher
- Artur Mettler
- Carl Meyer
- Karl Meyer
- Lina Meyer-Spörri
- Rachel Michel-Frumes
- Pierre Micheli
- Armin Mohler
- Otto Molden
- Carlo Mötteli
- Franz Muheim
- Adolf Müller
- Carl Müller
- Kurt Müller
- Albert Mülli
- Erwin und Alice Naef-With
- Hans Nef
- Max Nef
- Robert Nicole
- Jean Nordmann
- René G. Nordmann
- Richard Albert Ochsner
- Friedrich Oederlin-Ziegler
- Valentin Oehen
- Hans Oehler
- Erwin Oertlin
- Gottlieb Olbrecht
- Emma Ott
- Irene Paucker-Andorn
- Elisabeth Pelz-Lattmann
- Anna Peter-Schmid
- Bruno Peter
- Hans Pfeiffer
- Rudolf Pfenninger
- Emma Pfister
- Jacques Picard
- Jean Pictet
- Fritz Nicolaus Platten
- Silvia Plüss-Pozzi
- Gustav Pospischil
- Pritzker-Ehrlich
- Rolf Probala
- Raymond R. Probst
- Otto Pünter
- Theophil de Quervain
- Hans Conrad Rahn-van Vliet
- Eugen Ramseyer
- Hugo Rast
- Fritz Real
- Margaretha Lucia Rebsamen
- Markus Redli
- Hubert de Reynier
- Jacques de Reynier
- Jean-Pierre de Reynier
- Marc Richter (Jurist)
- Mathilde Richter-Hasgall
- Carlo Richelmy
- Franz Riedweg
- Emil F. Rimensberger
- Werner Rings
- Friedrich Rintelen
- Peter Rippmann
- Frédéric Rodel
- Egon Roemer
- Heinz Roschewski
- Rudolf Roessler
- Wladimir Rosenbaum
- Amalia Rosenblüth
- Luise Rossier-Benes
- Walter Rüegg
- Paul Ruegger
- Ulrich von Rütte
- Benjamin Sagalowitz
- Willy Sauser
- Paul Schaefer
- Benno H. Schaeppi
- Heinrich Schalcher
- Johanna Schaller
- Samuel Scheps
- Dietrich Schindler
- Otto Schirmer
- Reinhold und Martha Schmälzle-Serkin
- August Schmid
- Karl Schmid
- Paul Schmid-Ammann
- Georg Schmitz
- Lydia Schmitz
- Paul Schmitz
- Hans Schneewind
- Heinrich Schnyder
- Albert Schoop
- Hugo Schriesheimer
- Marianne Schuler
- Eduard Schulte
- Ernst Schürch
- Gerhart Schürch
- Nathan Schwalb Dror
- Philipp Schwartz
- Georg Theodor Schwarz
- Urs Schwarz
- James Schwarzenbach
- Philippe Schwed
- Robert Seidel
- Reine Seidlitz
- Fritz und Clara Sigrist-Hilty
- Moses Silberroth
- Max Solevicz
- Eugen Soltys
- Hans Konrad Sonderegger
- Peter Späni
- Annemarie Spahr
- Theophil Spoerri
- Valérie Stark-Weiss
- Paul Stauffer
- Josef Steegmann
- Hans U. Steger
- Oskar Steger
- Otto Steinmann
- Martin Stern
- Hans Stierlin
- Leo Strauss
- Oscar Studer
- Hans Sulzer
- Oscar Sulzer
- Attilio Tamaro
- Samuel Teitler
- Susanne Teuteberg
- Hester M. Tierney
- Sigmund-J. Toman
- Helmut Triska
- Max Troendle
- Elsi Troesch-Eichenberger
- Hans E. Tütsch
- Victor H. Umbricht
- Janina Van der Hoff
- Albert Vischherr
- Friedrich Vöchting
- Robert Vögeli
- Arthur Vogt
- Paul Vogt
- Friedrich T. Wahlen
- Paul L. Walser
- Henry Wasmer
- Charlotte Weber
- Gerhard Weber
- Karl Weber
- Saly Weil
- Salomon Weil-Neuburger
- Gottfried Weilenmann
- Joseph Weill
- Ruth Weiss-Korrodi
- Albert Weitnauer
- Max Wermelinger
- Hersz (Henri) Wermus
- Nelly Wermus-Kaegi
- Kurt Werner
- Claus Albert Wertheim
- Luise Wetter
- Hans Weyermann
- Ruth von Wild
- Eugen Wildi
- Wilhelm-Steinhart
- Hans Wili
- Walter Wirth
- Wolf Wirz
- Cläre Wohlmann
- Hans Würgler
- Hugo und Trudy Wyler-Bloch
- Louis und Rosa Wyler
- Marcus Wyler
- Veit Wyler
- Simone Zahn-von Wurstemberger
- Erika Zaig-Haupt
- Otto Zaugg
- Delia Zaugg-Koller
- Alfred Zehnder
- Rudolf Zipkes
- Franz Zürni
- Edith Zweig